# Бреннберг
Бреннберг (нім. Brennberg) — громада в Німеччині, розташована в землі Баварія. Підпорядковується адміністративному округу Верхній Пфальц. Входить до складу району Регенсбург. Складова частина об'єднання громад Верт-ан-дер-Донау.
Площа — 30,77 км2. Населення становить 2070 ос. (станом на 31 грудня 2020).

## Галерея

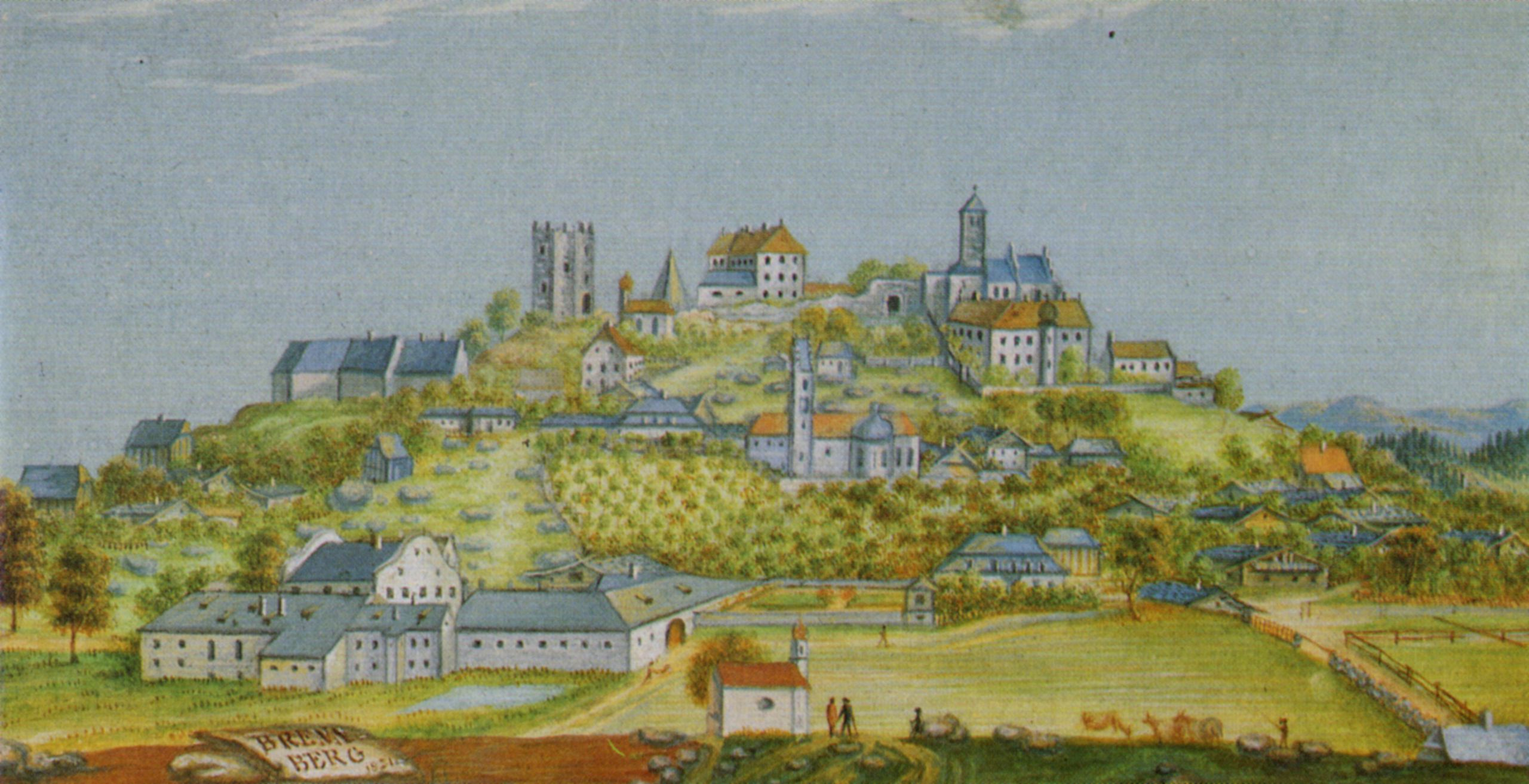
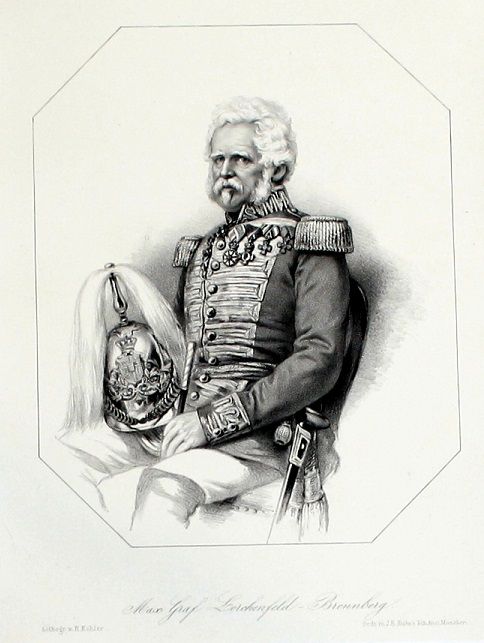
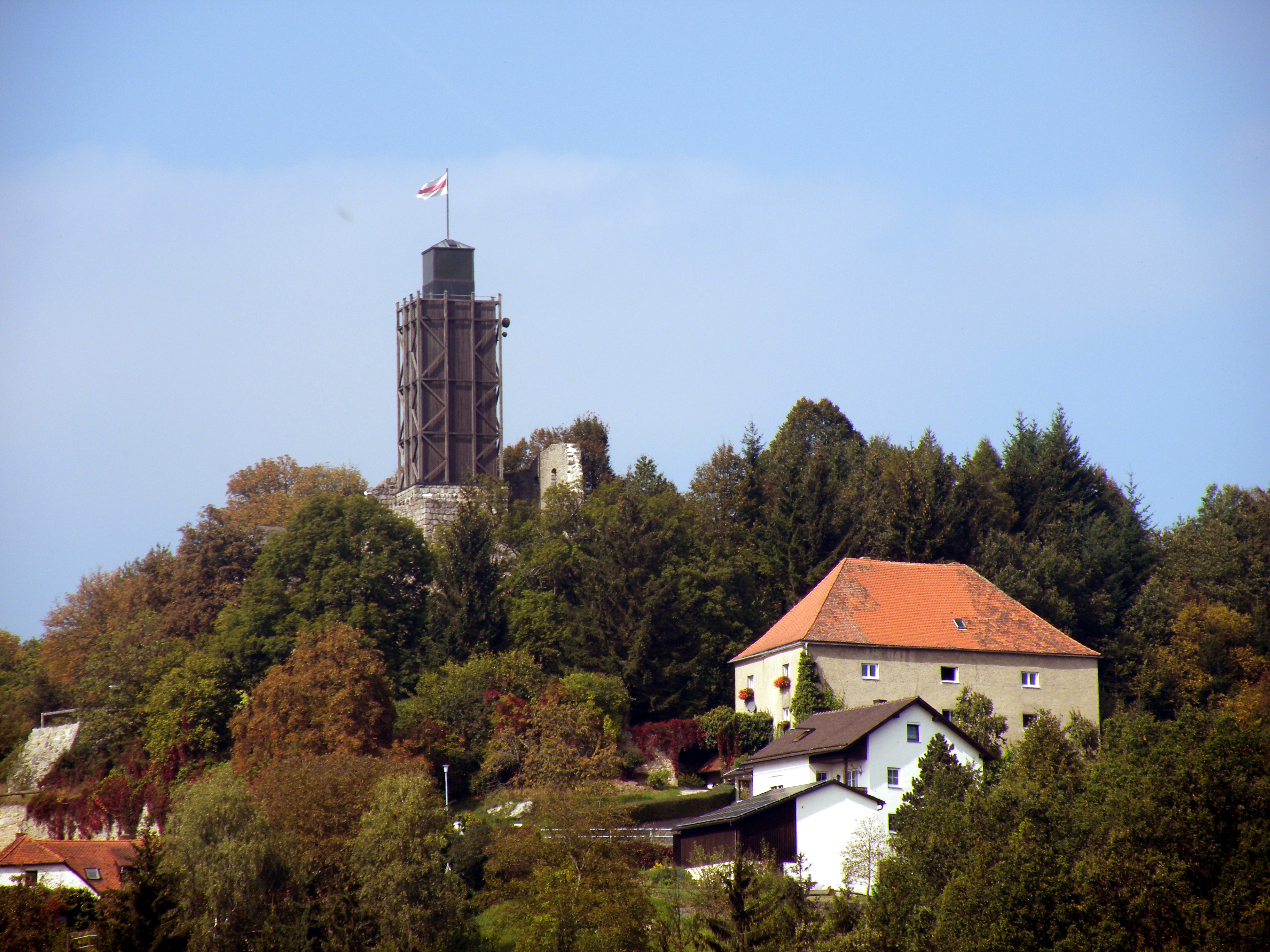
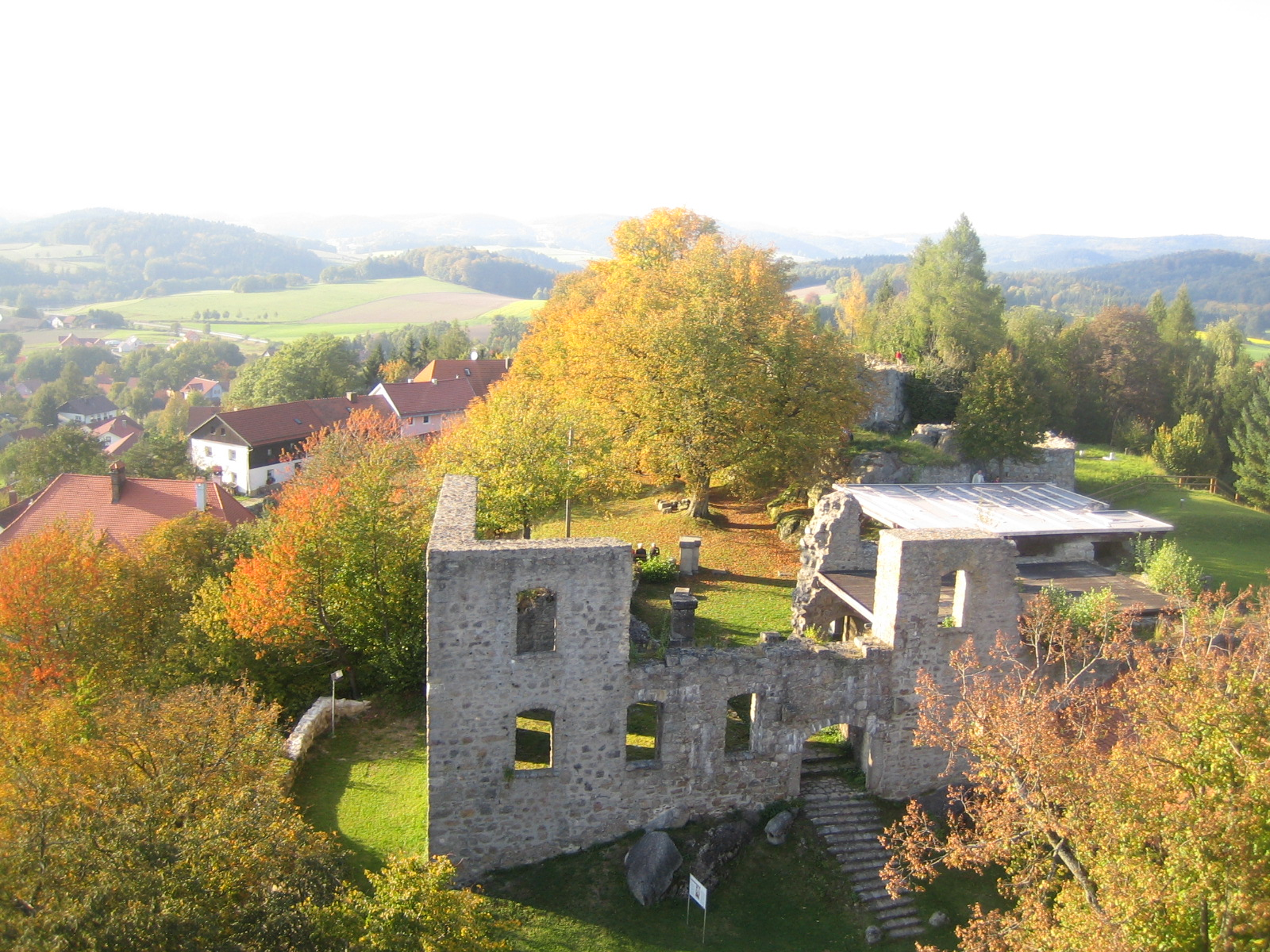
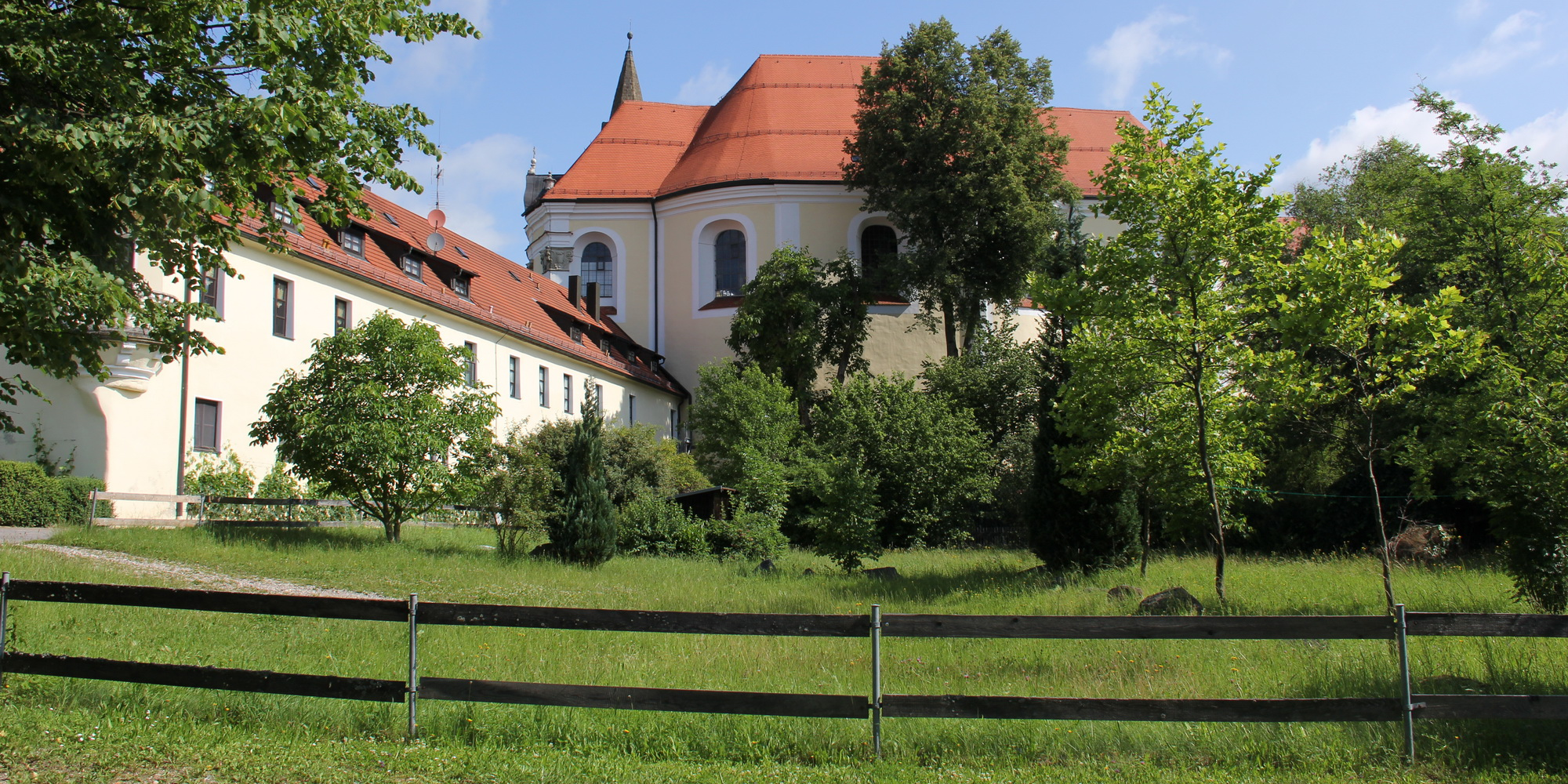